# .hack//AI buster
.hack//AI buster是Project .hack的一部份，是由濱崎達也所作的輕小說。是發生遊戲版之前的小插曲，企劃時遊戲也還未完成。

## 故事簡介
第一卷
「THE WORLD」是一款全世界有二千萬人日以繼夜遊玩的網絡遊戲。

故事發生在「黃昏事件」前。
一位孤傲的重槍使—阿爾比雷歐，與一位喪失視覺、聽覺、會話能力的少女相遇。
此時，一切的「規則」無效，並且連遊戲也無法登出……
第二卷
短篇集，包括三個第一卷的日後談，以及兩個關於黃昏的腕輪傳說的外傳故事。

## 登場人物

### 第一卷
阿爾比雷歐
故事的主角，男性重槍士。故事中在迷宮遇上NPC莉可莉絲，根據指示而完成任務。
後來與北斗一起解決莉可莉絲事件。
現實中是CC公司的管理員—度會一詩。手上的槍是除錯工具。
在故事開始時收到關於莉可莉絲的bug而到達聖堂中除錯。
終章時因莉可莉絲而將之刪除，并知道有關部份流浪AI的事情。
莉可莉絲
失目失聰失去語言能力的謎樣NPC。隨著故事發展慢慢能看見、能聽見、能說語。
流浪AI，製作奧拉時的失敗作。
北斗
新人玩家。在「怪物入侵城鎮」事件發生時跑到阿爾比雷歐的房子企圖避難，後來組隊時看見莉可莉絲而對她產生興趣，其後一直跟著阿爾比雷歐行動。
持有另一具PC—W.B葉慈。黃昏的碑文的愛好者。
現實中是翻譯家—水原遙。
歐卡
男性劍士。熱愛The World的玩家。在「怪物入侵城鎮」事件中對阿爾比雷歐手上的槍產生興趣，而與其交流。
是The World中為數不多的高等級玩家，一直與巴爾孟克一同挑戰「僅此唯一」。在故事接近結尾時挑戰成功。
巴爾孟克
男性劍士。熱愛The World的玩家。本身對遊戲設定也很有研究。曾是測試版的玩家，所以也算是個老手。其後被W.B葉慈稱後「菲亞娜的末裔」。
是The World中為數不多的高等級玩家，一直與歐卡一同挑戰「僅此唯一」。在故事接近結尾時挑戰成功，得到道具—羽翼。其後被W.B葉慈稱後「菲亞娜的末裔」。

### 第二卷
神威
碧衣騎士團團長。
第一卷(2010年)時的新人，於2013年就任團長。十分厭惡流浪AI，將之稱為臭蟲(bug)，認定度會先生是因為流浪AI而離開。
幸乃
碧衣騎士團團員，因為對流浪AI產生好奇而創做出另一個PC，其後因為團長發現而被調到與遊戲不相關的部門。
凜
幸乃發現的妖精王造型流浪AI，被發現時只一隻小手蟲，慢慢發展到懂得人類的語言。其後被團長刪除。
布麗姬
黃昏之腕輪傳說的角色蕾娜的第一個PC。
MAHO
布麗姬的隊友，因對The Word產生厭倦而放棄The Word。
Rumor
把.hackers的故事告訴給布麗姬的PC。
HOTARU
從波士頓登入的新手玩家。因希望學習日語而登上日語版The Word，但剛開始時一直遇上樽頸。
砂嵐三十郎
與HOTARU一樣是外國人玩家，在故事中一直幫忙HOTARU適應日版The Word。
保
HOTARU遇到的日本人PC。起初由於HOTARU是外國人而採取無視態度。算是HOTARU第一個日本網友。
阿紀
HOTARU遇到的日本人PC。與阿紀是一對夫妻。算是HOTARU第一個日本網友。

## 名詞
碧衣騎士團
系統管理者中的除錯小組。一般工作是接獲玩家的通報而進行除錯。
怪物入侵城鎮
每兩至三個月會舉辦一次的活動，事件發生時，城鎮會出現怪物，並且會出現一隻頭目，當打倒頭目時，事件結束。
僅此唯一
難度超高，甚至被評為無法攻略。冒險區氣候是暴風雪(其他冒險區沒有這氣候)，只會發生一次的事件。當事件解決後，冒險區會變為普通冒險區，事件亦不會再發生。
紅衣騎士團
玩家的自治團，團長是昴。一般是維護玩家道德。
幻之泉
道具強化事件。

## 書目
本篇
| 日文 | 日文               | 日文           | 中文                   | 中文           |
| 標題 | 日版ISBN-13        | 日本初版發行日 | 中文版ISBN-13          | 中文初版發行日 |
| ---- | ------------------ | -------------- | ---------------------- | -------------- |
|      | ISBN 4-04-422204-5 | 2002年10月1日  | ISBN 986-7664-29-9     | 2003年9月16日  |
|      | ISBN 4-04-422206-1 | 2005年6月1日   | ISBN 978-986-174-206-9 | 2006年11月14日 |

## 資料來源
1. ↑  第一卷的後記
2. ↑  動畫版—SIGN

## 外部連結
- （日語）.hack官方網站（页面存档备份，存于）
- （日語）.hack人物字典（页面存档备份，存于）